# آفست (کامپیوتر)
آفست سگمنت  (به انگلیسی: offset segment) در زبان اسمبلی به فاصله یک اطلاعات یا یک دستور از ابتدای سگمنت، آفست آدرس یا جابجایی نامیده می‌شود، که این آفست آدرس از  0000H تا FFFFH یا از صفر تا 65535 می‌باشد. اولین بایت سگمنت کد یا داده دارای آفست آدرس صفر، و دومین بایت دارای آفست آدرس 0001، سومین بایت آفست آدرس 0002 ،... تا آفست آدرس  FFFFH  (هگزا دسیمال) یا 65535 می‌باشد.